# 普拉蒂斯巴赫河
50°29′30″N 6°26′18″E / 50.49171°N 6.43830°E

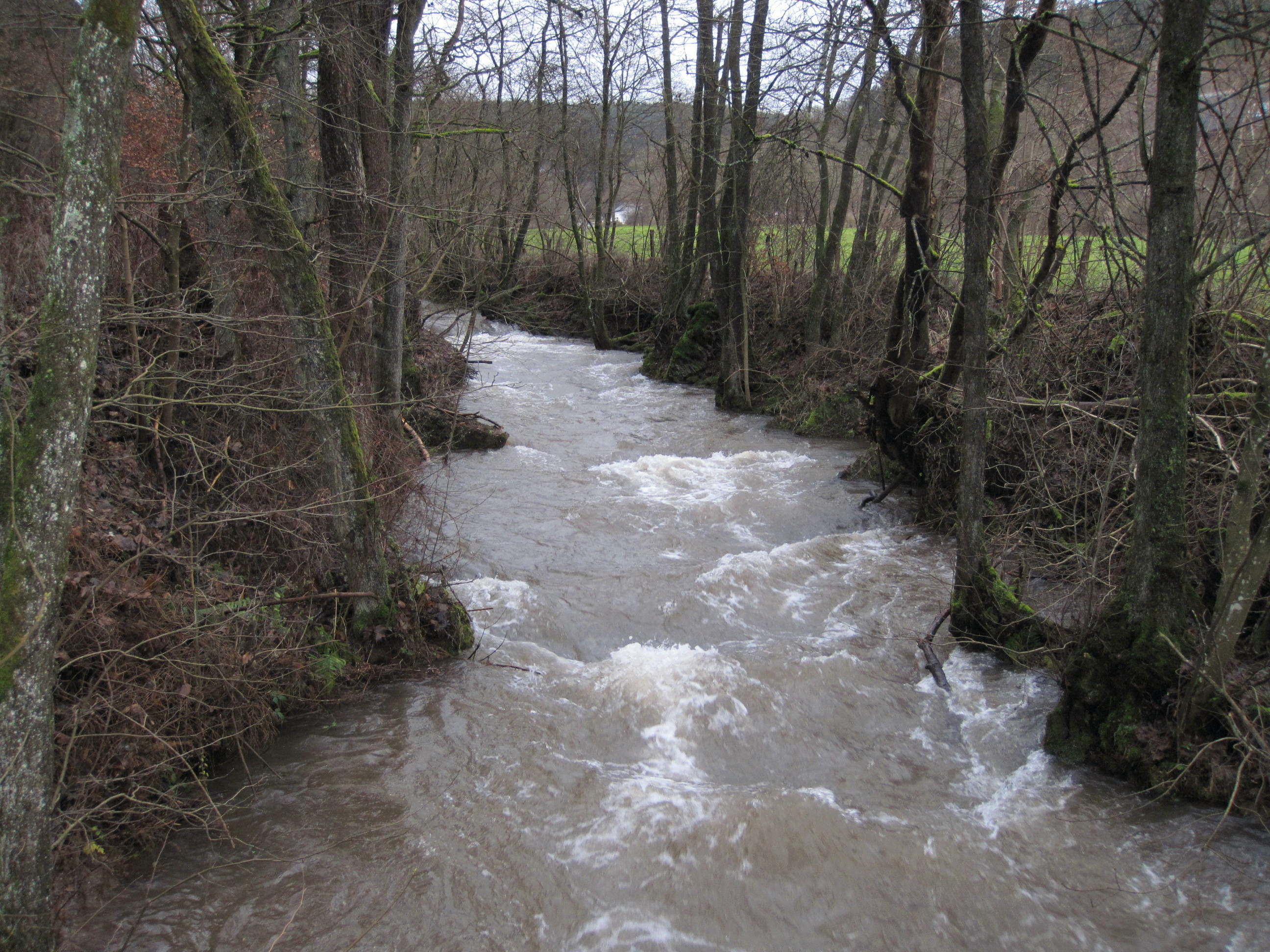

普拉蒂斯巴赫河（德語：Platißbach），是德國的河流，位於該國西部，處於北萊茵-威斯特法倫州，屬於奧勒夫河的右支流，河道全長7.4公里，流域面積38.6平方公里。